# Spuiten en Slikken
Spuiten en Slikken is een multimediaal platform over seks en drugs van de Nederlandse publieke omroep BNNVARA. Spuiten en Slikken biedt informatie aan op een YouTube-kanaal, website en van 2005 tot 2018 als televisieprogramma.

## Televisieprogramma

### Geschiedenis
Het televisieprogramma startte in 2005 als een wekelijks praatprogramma met publiek gepresenteerd door Sophie Hilbrand. In de studio ontving zij gasten om te discussiëren over seks en drugs. Er werden drugs getest, bekende Nederlanders geïnterviewd en verschillende seksuele standjes en speeltjes uitgeprobeerd. Het programma zorgde bij de start voor veel ophef, vooral in de politiek. Toenmalig minister van Justitie Piet Hein Donner zei het programma strikt in de gaten te gaan houden. Daarnaast waren er ook diverse buitenlandse tv-zenders die zich verbaasden over het uitzenden van dit programma. Dit ondanks dat de drugs altijd onder medische begeleiding werden gebruikt, met als doel voorlichting over drugs.
Hilbrand presenteerde tussen 2005 en 2008, in dat laatste jaar ondersteund door Dennis Storm. Filemon Wesselink heeft tussen 2007 en 2009 gepresenteerd, in 2009 werd hij vervangen door Zarayda Groenhart. Nicolette Kluijver presenteerde tussen 2007 en 2013, waarmee ze het programma het langst heeft gepresenteerd. Het programma trok in 2007 bijna een half miljoen kijkers.
Het zeventiende seizoen (2014) werd gepresenteerd door Victoria Koblenko, bijgestaan door Tim Hofman. Geraldine Kemper en Jan Versteegh maakten de reportages. Koblenko stopte na één seizoen vanwege de beeldvorming die het presenteren van een dergelijk programma met zich mee zou brengen. Ook werd Gwen van Poorten toegevoegd aan het team als verslaggever.
Het achttiende seizoen (2015) werd gepresenteerd door Tim Hofman en Geraldine Kemper, met reportages van Jan Versteegh en Gwen van Poorten. Vanaf het negentiende seizoen (2016) ook met reportages van Nathan de Vries. Vanaf 2017 werd het programma, zonder studio en publiek, gepresenteerd door Tim Hofman en Gwen van Poorten, met reportages van Emma Wortelboer, Sahil Amar Aissa, Nellie Benner en Rens Polman.
In 2018 keerde het programma weer terug in de studio met publiek, met Gwen van Poorten als hoofdpresentatrice. In november werd bekend dat het programma op televisie werd stopgezet en online verder ging. Doordat nieuwe generaties jongeren rond 2018 nauwelijks nog televisie keken, werd besloten in 2018 te stoppen met het televisieprogramma en in te zetten op drie webseries op YouTube.

### Presentatoren
| Presentatie Spuiten en Slikken | Presentatie Spuiten en Slikken | Presentatie Spuiten en Slikken | Presentatie Spuiten en Slikken  | Presentatie Spuiten en Slikken                                             | Presentatie Spuiten en Slikken |
| Nr.                            | Seizoenen                      | Presentatie                    | Co-presentatie                  | Reportages                                                                 |                                |
| ------------------------------ | ------------------------------ | ------------------------------ | ------------------------------- | -------------------------------------------------------------------------- | ------------------------------ |
| 1 & 2                          | 2005-2006                      | Sophie Hilbrand                | Filemon Wesselink               | Sander Lantinga                                                            |                                |
| 3 & 4                          | 2006-2007                      | Sophie Hilbrand                | Filemon Wesselink               | Nicolette Kluijver, Dennis Storm                                           |                                |
| 5 t/m 8                        | 2007-2009                      | Filemon Wesselink              | Nicolette Kluijver              | Dennis Storm                                                               |                                |
| 9 t/m 13                       | 2009-2012                      | Zarayda Groenhart              | Nicolette Kluijver              | Geraldine Kemper                                                           |                                |
| 14 t/m 16                      | 2012-2013                      | Filemon Wesselink              | Nicolette Kluijver              | Geraldine Kemper, Amber Kortzorg                                           |                                |
| 17                             | 2014                           | Victoria Koblenko              | Tim Hofman                      | Geraldine Kemper, Jan Versteegh                                            |                                |
| 18 & 19                        | 2014-2015                      | Tim Hofman                     | Geraldine Kemper                | Jan Versteegh, Gwen van Poorten                                            |                                |
| 20 & 21                        | 2015-2016                      | Tim Hofman                     | Geraldine Kemper, Jan Versteegh | Gwen van Poorten, Nathan de Vries                                          |                                |
| 22                             | 2016                           | Tim Hofman                     | Gwen van Poorten                | Nathan de Vries, Emma Wortelboer                                           |                                |
| 23 & 24                        | 2017                           | Tim Hofman                     | Gwen van Poorten                | Emma Wortelboer, Nellie Benner, Rens Polman, Sahil Amar Aissa, Jurre Geluk |                                |
| 25                             | 2018                           | Gwen van Poorten               | Emma Wortelboer                 | Sahil Amar Aissa, Jurre Geluk                                              |                                |

### Spuiten en Slikken Zomertour
In Spuiten en Slikken Zomertour trok Filemon Wesselink er iedere zomer op uit met de Spuiten en Slikken bus, waarmee hij iedere week presenteerde vanaf een andere zomerlocatie in Nederland. Hij werd hierbij ondersteund door Nicolette Kluijver, Zarayda Groenhart en Dennis Storm, van wie de laatste enkel meewerkte aan het eerste seizoen. Verder maakte Zarayda Groenhart haar debuut gedurende het eerste seizoen van de Zomertour.
| Seizoen | Presentatie       | Experimenteert met drugs | Verslaggever      | Doet seks-experimenten |
| ------- | ----------------- | ------------------------ | ----------------- | ---------------------- |
| 1       | Filemon Wesselink | Nicolette Kluijver       | Zarayda Groenhart | Dennis Storm           |
| 2       | Filemon Wesselink | Nicolette Kluijver       | Zarayda Groenhart | Zarayda Groenhart      |

### Spuiten en Slikken op reis
In Spuiten en Slikken op reis maakten verschillende BNN-presentatoren reportages in het buitenland over de onderwerpen seks en drugs. Het eerste seizoen hiervan begon op 2 augustus 2009. In 2016 is het zevende seizoen uitgezonden.

## Drugslab
In 2016 startte het programma het YouTubekanaal Drugslab met daarop wekelijks een test van een type drug. Het kanaal wordt gepresenteerd door Nellie Benner, Rens Polman en Bastiaan Rosman. BNN startte het YouTubekanaal omdat jongeren steeds meer informatie via internet halen. Sinds 2017 maken Nellie Benner en Rens Polman ook reportages voor Spuiten en Slikken.

## Emma's Peepshow
Emma's Peepshow is een YouTube-kanaal van de Nederlandse omroep BNNVARA met daarop wekelijks een onderwerp over seks, liefde en het menselijk lichaam. Het kanaal is 14 november 2018 opgericht als een online-vervolg van het televisieprogramma Spuiten en Slikken.
Het programma wordt gepresenteerd door Emma Wortelboer, voorheen presentatrice van Spuiten en Slikken.